# Robert Sténuit
Robert Sténuit (n. 16 iulie 1933, région métropolitaine de Bruxelles, Valonia, Belgia – d. 9 decembrie 2024) a fost un jurnalist, scriitor și scafandru-arheolog belgian.

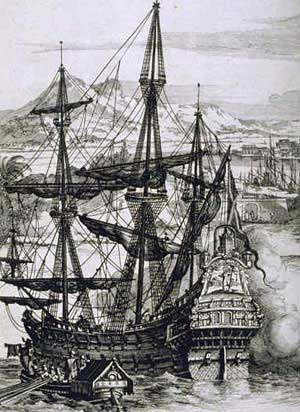
Galion spaniol

## Biografie
În anul 1952, Sténuit începe să  exploreze în scufundare peșterile inundate din Belgia, cu aparat autonom de respirat sub apă.
Pasionat de istorie și în urma citirii unor lucrări celebre ale vremii despre epave și asidue cercetări de arhivă, în anul 1954 Sténuit este interesat de găsirea comorilor galioanelor Flotei de argint spaniole scufundate la 1702 în golful Vigo din Spania de către nave de război engleze și olandeze.
Împreună cu un alt căutător de comori scufundate, americanul John Potter Jr., înființează firma Atlantic Salvage Company Ltd și de pe vasul Dios te guarde echipat special pentru căutări și recuperări de tezaure submarine, începe operațiunile de recuperare, care au durat doi ani.
Rober Sténuit lucrează ca scafandru profesionist la firma SOGETRAM, Société générale de travaux maritimes et fluviaux fondată în anul 1952.
În anul 1962, Sténuit participă la primul experiment al lui Edwin Link cu o casă submarină, Man-In-The-Sea, ce a fost efectuat cu o cameră submersibilă de decompresie (SDC) în Marea Mediterană, la adâncimea de 61 m, devenind astfel primul acvanaut.
Cel de-al doilea experiment Man-In-The-Sea al lui Edwin Link, a fost realizat în luna iunie 1964, în largul insulei Great Stirrup Cay din Bahamas cu Robert Sténuit și John Lindbergh, unul din fii lui Charles Lindbergh, cel care a efectuat primul zbor non-stop peste Oceanul Atlantic, de unul singur. 

Stenuit împreună cu Lindbergh au stat în casa submarină timp de 49 de ore la adâncimea de 132 metri, respirând un amestec heliu-oxigen (Heliox).
În anul 1968 Sténuit înființează Groupe de Recherche Archéologique Sous-Marin Post-Médiévale, cu care a reușit  inventarierea a 19 epave din perioada secolului 16 și până în secolul 19.
Cele mai importante descoperiri de arheologie subacvatică ale lui Stenuit sunt:
- recuperările de tezaure submarine ale galerei Girona în anul 1967 ce a făcut parte din Invincibila Armada
- Slot ter Hooge un bric olandez ce avea la bord o importantă cantitate de aur și argint în monezi și lingouri ce trebuia transportată în Indiile Orientale și care a naufragiat în anul 1724 lângă insula Porto Santo din Madeira. (1974)
- o însemnată cantitate de porțelanuri Ming, de pe epava Leeuw Witte (1977).

Robert Sténuit este autorul mai multor cărți de scufundare și arheologie submarină traduse în mai multe limbi. El a continuat să fie un activ căutător de tezaure submarine în special în localizarea și identificarea epavelor navelor ce au aparținut Companiei Indiilor orientale.

## Cărți publicate
- Ces mondes secrets où j'ai plongé – Robert Laffont
- L'Or noir sous les flots bleus – Dargaud
- Histoire des pieds lourds – Musée du scaphandre
- Les épaves de l'or – Gallimard
- Dauphin mon cousin – Le livre de poche
- La plongée sous-marine, vacances chez Neptune – Dargaud
- Le livre des trésors perdus – Famot
- Les Trésors de l'Armada – Albin Michel
- Les jours les plus profonds – Plon
- L'Or à la Tonne l'exploitation des trésors engloutis - Glénat
- La flûte engloutie - Plon